# Lukoran
Lukoran (mezi lety 1890 až 1910 Lukoran Veliki, italsky Lucorano) je vesnice a přímořské letovisko v Chorvatsku v Zadarské župě, nacházející se na ostrově Ugljan, spadající pod opčinu Preko. V roce 2011 zde žilo celkem 503 obyvatel. V roce 1991 většinu obyvatelstva (96,79 %) tvořili Chorvati.
Sousedními vesnicemi jsou Poljana, Sutomišćica a Ugljan. Nejdůležitější dopravní komunikací je silnice D110.